# 克里斯蒂安一世
克里斯蒂安一世（丹麦语：Christian 1；瑞典语：Kristian I，1426年2月—1481年5月21日）是丹麦国王（1448年～1481年在位）、挪威国王（1450年～1481年在位）和瑞典国王（1457年～1464年在位）。他是丹麦历史上重要的歐登堡王朝的创建者。
克里斯蒂安一世生于奥尔登堡，父亲为奥尔登堡伯爵迪特里希，母亲为霍爾斯坦-倫茨堡伯爵海因里希二世的孫女。他是丹麦国王埃里克五世的直系后代。1448年，丹麦国王巴伐利亚的克里斯托弗三世去世后没有留下子嗣，克里斯蒂安被丹麦贵族选举为王位继承人。1450年克里斯蒂安又作为挪威国王哈康五世的后代被承认为挪威王位继承人。
1397年组建的卡尔马联合使丹麦、挪威和瑞典这三个北欧国家联合起来，并使丹麦在这个联合体中占据特殊地位（因为丹麦王室是三国的共主）。但是在1448年，克里斯蒂安一世即位时，这个联合事实上已经解体。虽然他通过继承挪威王位使丹、挪两国仍保持联合，但瑞典则长期以来是由本国贵族实际控制。直到1457年，克里斯蒂安一世才得以赶走竞争对手卡尔·克努特松，在1457年按照卡尔马联合的构想当选为瑞典国王，从瑞典摄政小約恩斯·本特松手中收取了权力。但是他只能断断续续地对这个国家实行统治（1457年~1464年）。1464年另一派贵族在瑞典掌了权，其摄政凱蒂爾·卡爾松（出身瓦萨家族）召回卡尔·克努特松为国王，并废黜了克里斯蒂安一世。之後克里斯蒂安继续声称自己是瑞典的合法国王，但在1471年最后一次被从瑞典驱逐出之后他就不再对这个国家有什么影响了。
1460年，克里斯蒂安成为神圣罗马帝国的荷尔斯泰因伯爵，因为他的母亲是最后一代公爵阿道夫八世的妹妹。1474年，在他统治时期荷尔斯泰因也升格为公国。从此丹麦国王兼任石勒苏益格-荷尔斯泰因公爵就是定例了。1479年，克里斯蒂安一世在哥本哈根创立了哥本哈根大学。

## 婚姻子女
克里斯蒂安一世的妻子，布蘭登堡的多蘿西亞，是霍亨索倫王朝的成員。克里斯蒂安一世與多蘿西亞在西元1449年結婚。
- 長子漢斯（Hans，1455－1513）
- 女兒瑪格麗特（Margrete，1456－1486）
- 次子弗雷德里克一世（Frederik I，1471－1533）